# Juegos Suramericanos de la Juventud de 2013
Los I Juegos Suramericanos de la Juventud fueron un evento multideportivo que se realizaron en la ciudad de Lima, Perú desde el 20 al 29 de septiembre de 2013. Fue la primera edición de esta competencia. La inauguración se realizó en la Plaza Mayor de Lima y estuvo a cargo del Presidente del Perú Ollanta Humala.

## Designación de la sede
La Organización Deportiva Suramericana asignó a la ciudad de Lima como sede de los I Juegos Suramericanos de la Juventud. El anuncio de la elección lo hizo la Odesur durante los Juegos Olímpicos de Londres 2012.

## Símbolos

### Antorcha
La antorcha de los I Juegos Suramericanos de la Juventud es de acero inoxidable bronceado, mide 90 cm de longitud, pesa 1600 gramos, y tiene diseños alusivos a la juventud.

### Mascota
La mascota de los I Juegos Suramericanos de la Juventud es el pingüino de Humboldt.

## Países participantes

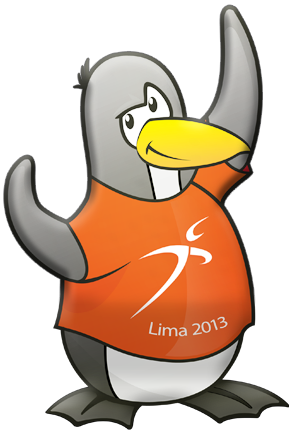
Mascota Oficial de los I Juegos Suramericanos de la Juventud, Lima 2013.

Esta edición de los juegos cuenta con la participación de catorce países.
| - Argentina - Aruba - Bolivia - Brasil - Chile | - Colombia - Ecuador - Guyana - Panamá | - Paraguay - Perú - Surinam - Uruguay - Venezuela |

## Deportes
Esta edición de los juegos contó con diecinueve deportes.
| - Atletismo - Bádminton - Boxeo - Canotaje - Ciclismo - Deportes acuáticos: - Natación - Clavados | - Esgrima - Gimnasia Artística - Judo - Levantamiento de pesas - Lucha - Remo | - Taekwondo - Tenis de campo - Tenis de mesa - Triatlón - Vela - Voleibol playa |

## Calendario
Leyenda:
- Actividad Cultural
- Ceremonia de Apertura
- Congresillo Técnico
- Competencias
- Final Programada
- Ceremonia de Clausura

## Escenarios deportivos
- Callao.
  - Cancha La Arenilla.
  - Coliseo Fortunato Marotta.
  - Coliseo Miguel Grau.
  - Estadio Miguel Grau.

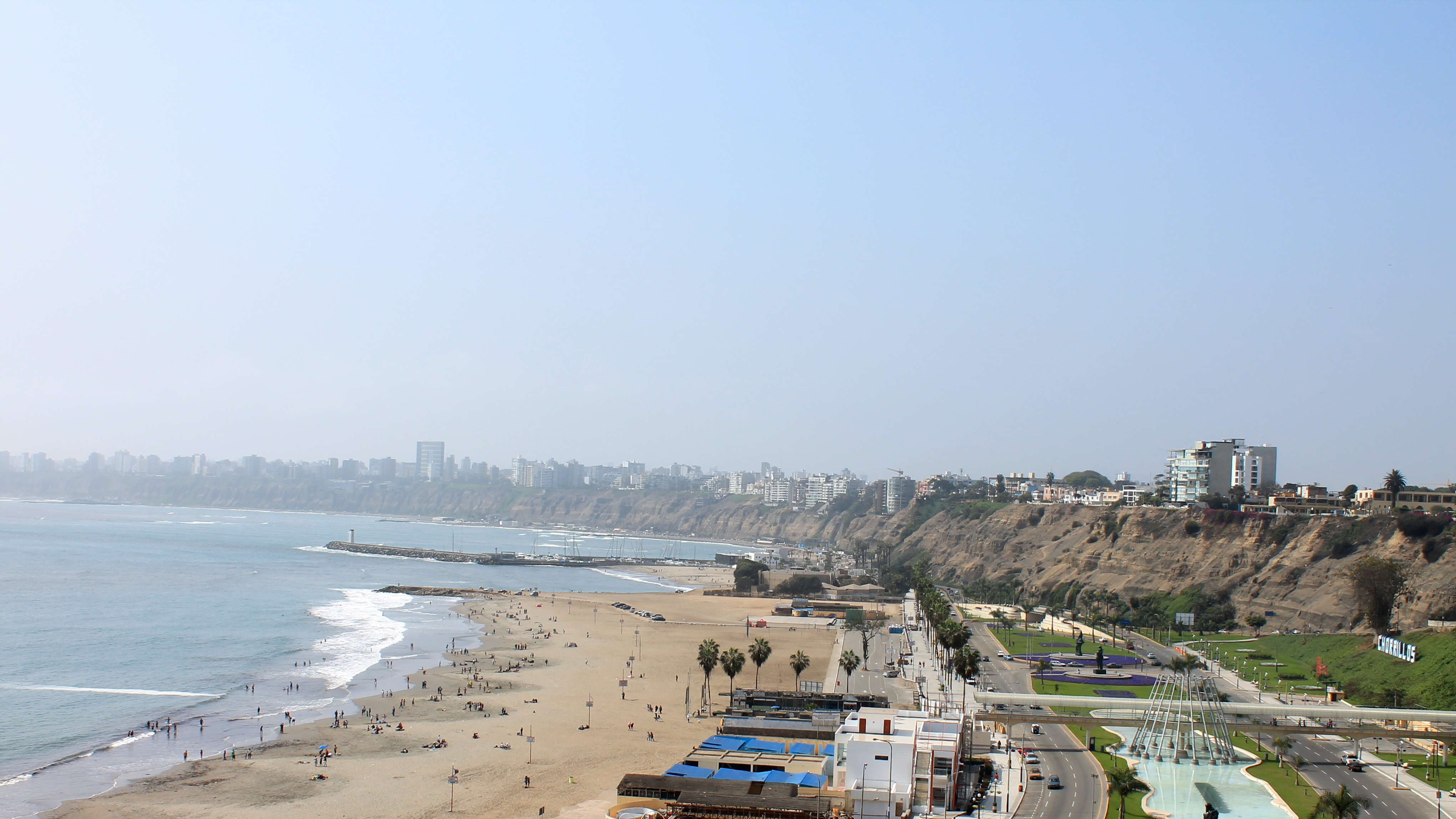
Vista del circuito de playas de la Costa Verde desde el Morro Solar.

  - Gimnasio Villa Deportiva del Callao.
  - Pista Oficial de Regatas Cantolao.
  - Yacht Club Peruano.
- Lima.
  - Circuito de playas de la Costa Verde.
  - Club de Regatas Lima.
  - Lawn Tennis de la Exposición.
  - Morro Solar.
  - Parque Huiracocha.
  - Parque Temático de Deportes.
  - Piscina Olímpica del Campo de Marte.

## Medallero
País anfitrión en negrilla. 
- Nota: La tabla se encuentra ordenada en la cantidad de medallas de oro.

| Núm.  | País            | Oro | Plata | Bronce | Total |
| ----- | --------------- | --- | ----- | ------ | ----- |
| 1     | Brasil (BRA)    | 72  | 38    | 32     | 142   |
| 2     | Colombia (COL)  | 30  | 20    | 20     | 70    |
| 3     | Venezuela (VEN) | 17  | 28    | 20     | 65    |
| 4     | Ecuador (ECU)   | 16  | 22    | 17     | 55    |
| 5     | Argentina (ARG) | 12  | 18    | 34     | 64    |
| 6     | Perú (PER)      | 9   | 20    | 36     | 65    |
| 7     | Chile (CHI)     | 8   | 12    | 21     | 41    |
| 8     | Panamá (PAN)    | 5   | 3     | 8      | 16    |
| 9     | Uruguay (URU)   | 3   | 5     | 5      | 13    |
| 10    | Paraguay (PAR)  | 3   | 3     | 4      | 10    |
| 11    | Bolivia (BOL)   | 2   | 2     | 1      | 5     |
| 12    | Aruba (ARU)     | 1   | 1     | 5      | 7     |
| 13    | Guyana (GUY)    | 0   | 1     | 6      | 7     |
| 14    | Surinam (SUR)   | 0   | 1     | 3      | 4     |
| Total | Total           | 178 | 174   | 212    | 564   |